# Sphecosoma ecuadora
Sphecosoma ecuadora är en fjärilsart som beskrevs av Druce 1883. Sphecosoma ecuadora ingår i släktet Sphecosoma och familjen björnspinnare. Inga underarter finns listade i Catalogue of Life.